# Бур-Брюш
Бур-Брюш (фр. Bourg-Bruche) — коммуна на северо-востоке Франции в регионе Гранд-Эст (бывший Эльзас — Шампань — Арденны — Лотарингия), департамент Нижний Рейн, округ Мольсем, кантон Мюциг. До марта 2015 года коммуна административно входила в состав упразднённого кантона Саль (округ Мольсем).
Площадь коммуны — 15,02 км², население — 443 человека (2006) с тенденцией к росту: 450 человек (2013), плотность населения — 30,0 чел/км².

## Население
Население коммуны в 2011 году составляло 438 человек, в 2012 году — 440 человек, а в 2013-м — 450 человек.
| 1962 | 1968 | 1975 | 1982 | 1990 | 1999 | 2006 | 2008 | 2011 | 2012 | 2013 |
| ---- | ---- | ---- | ---- | ---- | ---- | ---- | ---- | ---- | ---- | ---- |
| 402  | 385  | 328  | 368  | 325  | 376  | 443  | 447  | 438  | 440  | 450  |

Динамика населения:

## Экономика
В 2010 году из 280 человек трудоспособного возраста (от 15 до 64 лет) 206 были экономически активными, 74 — неактивными (показатель активности 73,6 %, в 1999 году — 67,6 %). Из 206 активных трудоспособных жителей работали 187 человек (101 мужчина и 86 женщин), 19 числились безработными (10 мужчин и 9 женщин). Среди 74 трудоспособных неактивных граждан 21 были учениками либо студентами, 32 — пенсионерами, а ещё 21 — были неактивны в силу других причин.

## Достопримечательности (фотогалерея)

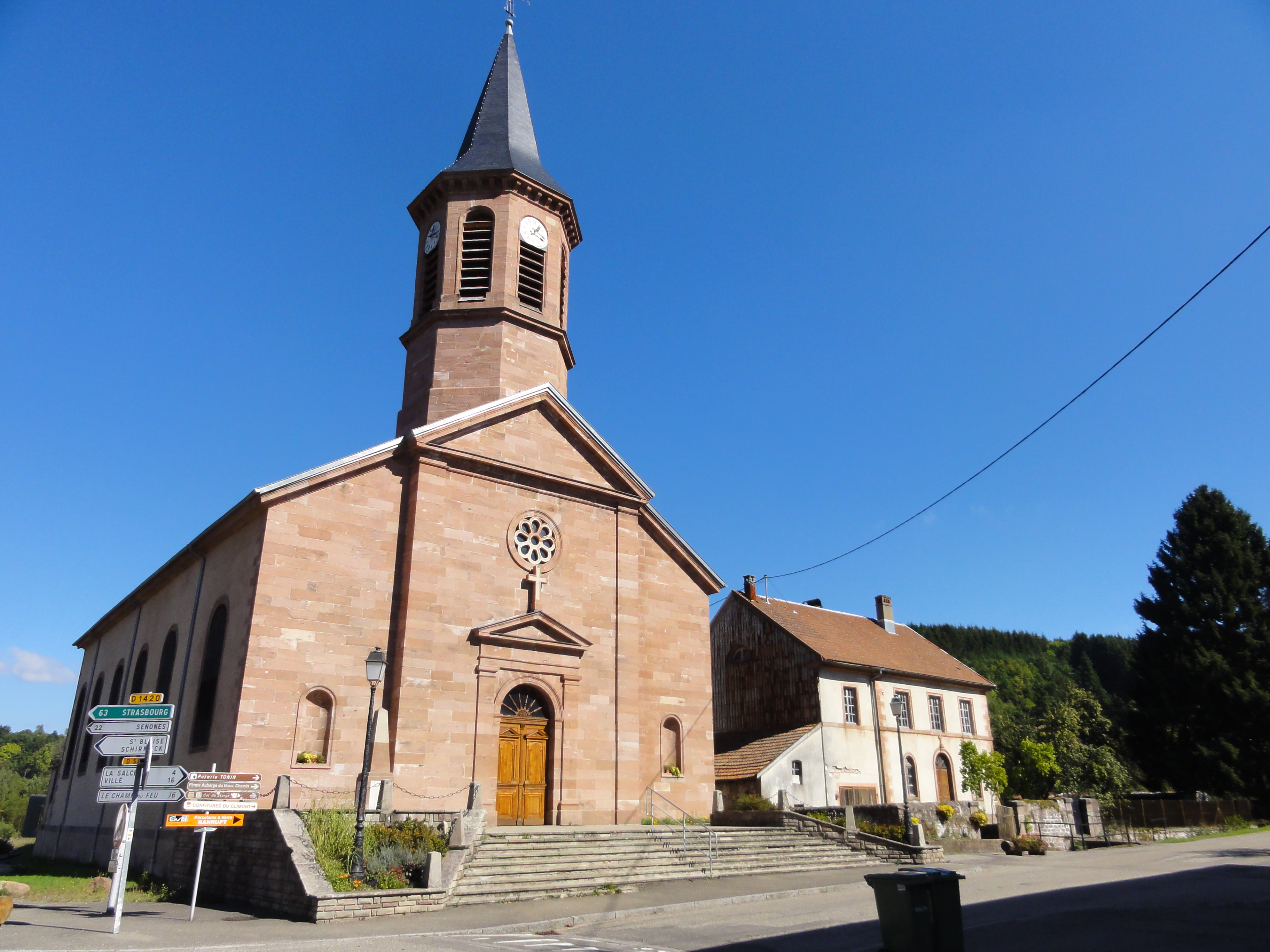
Церковь
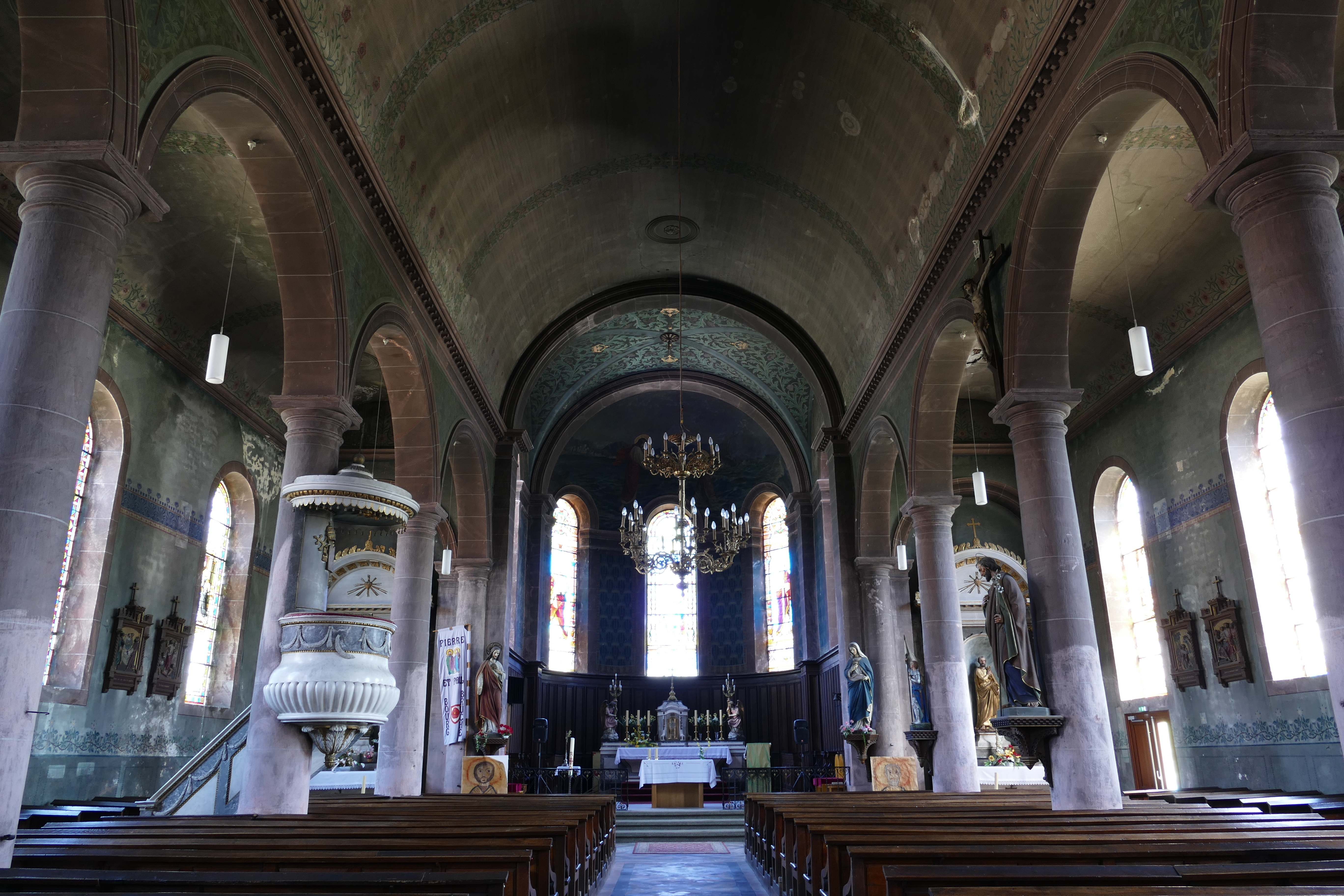
Интерьер
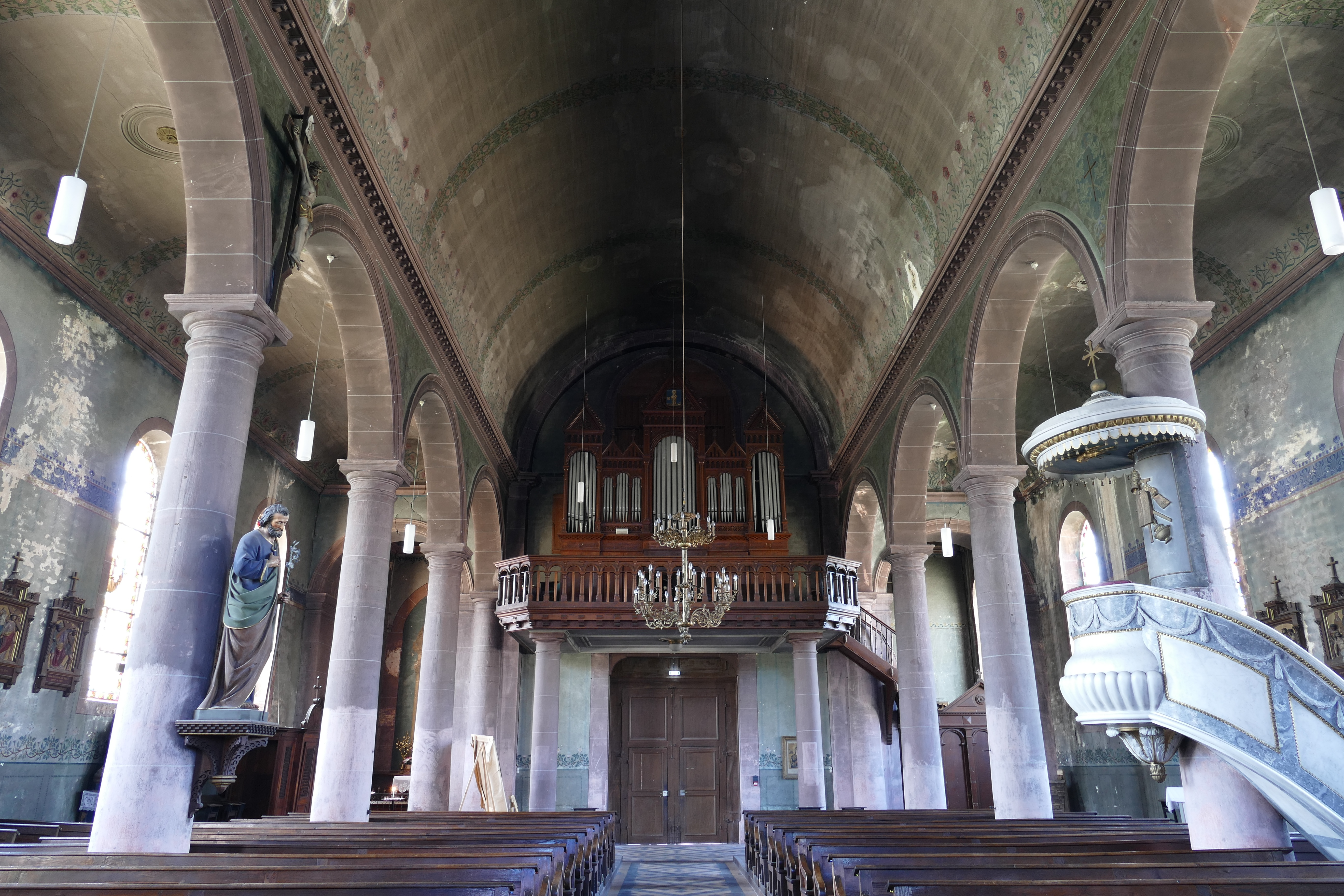
Орган
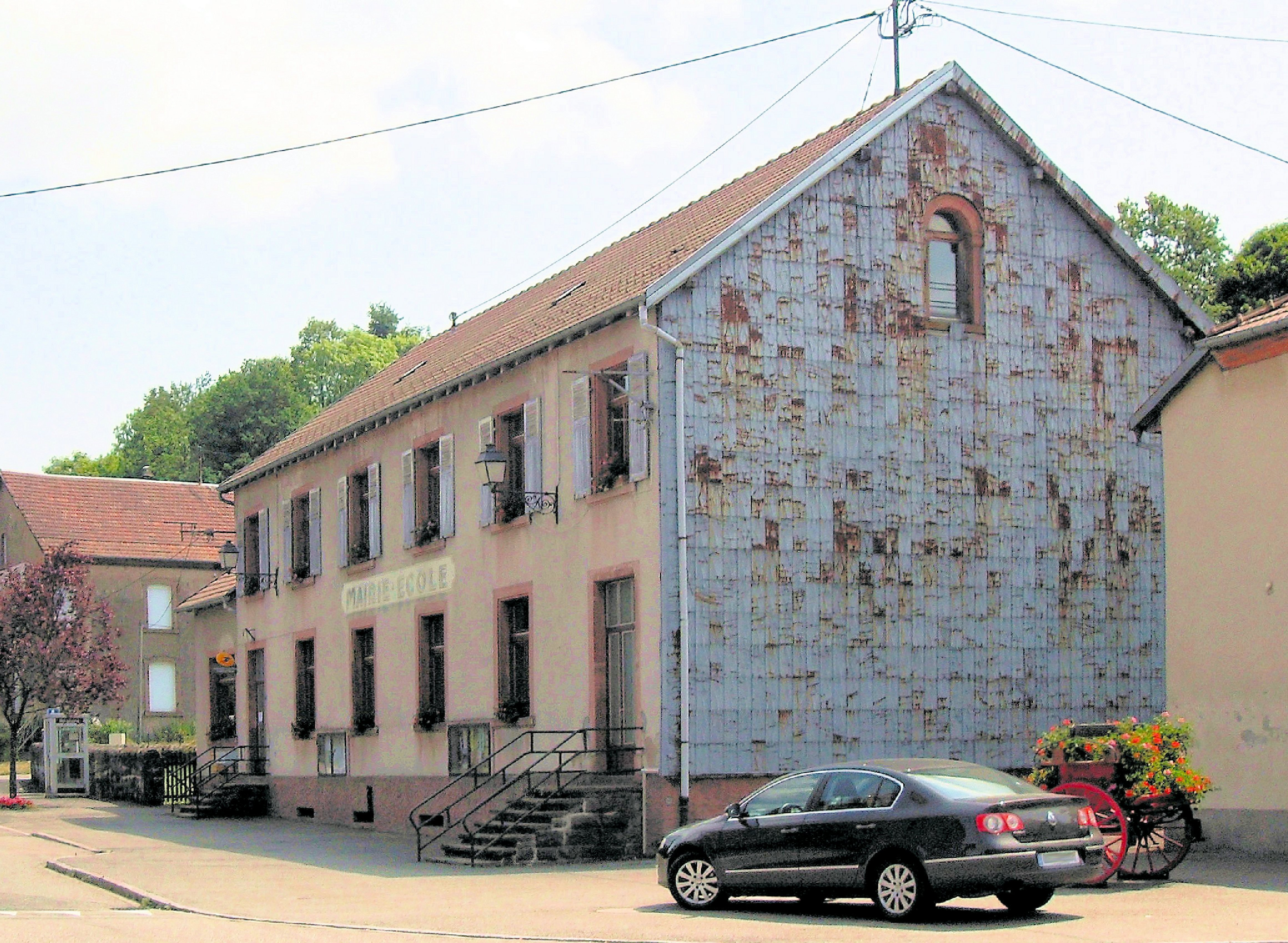
Здание мэрии-школы
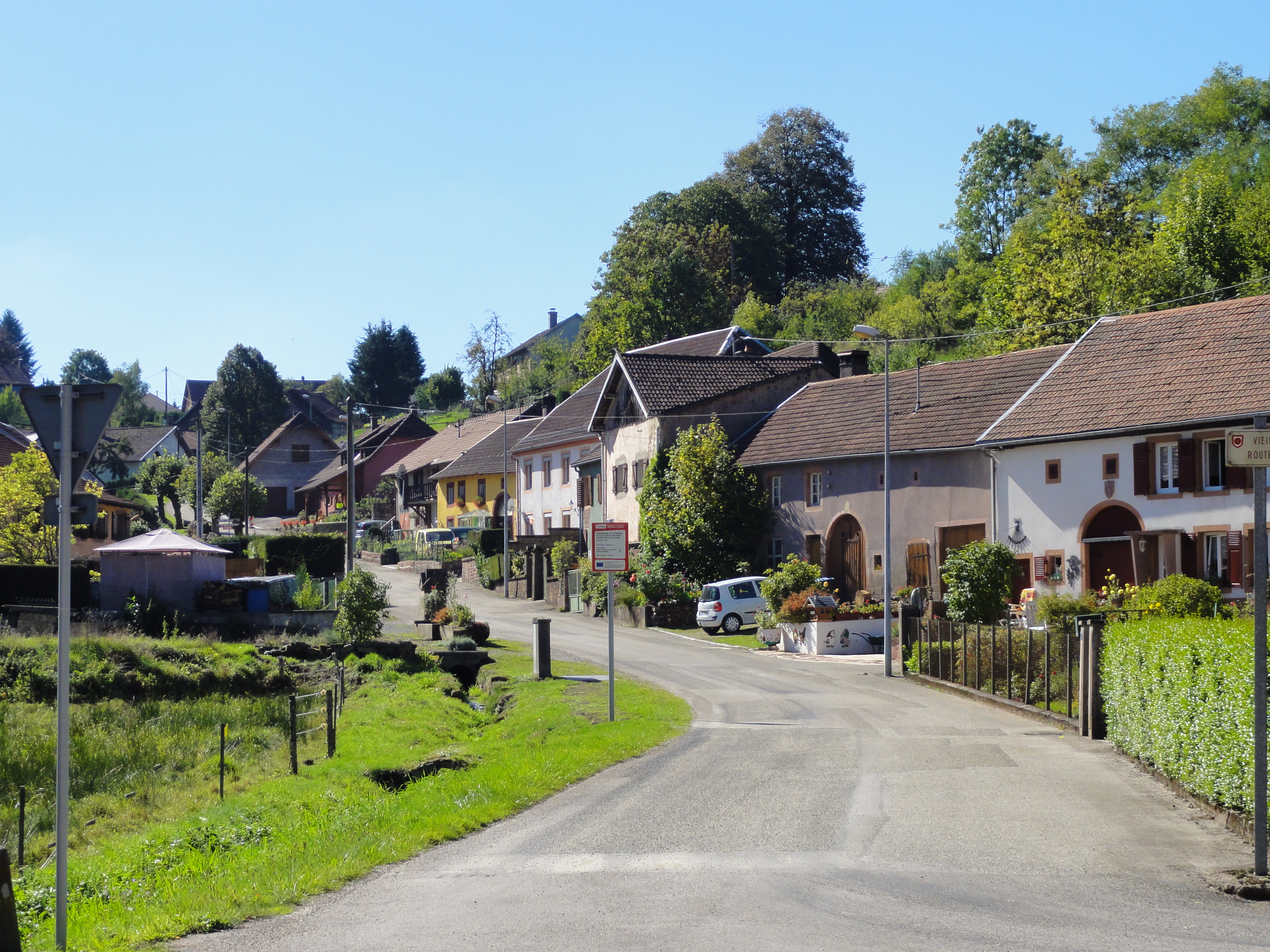
На улице